# Bitka pri Wahab's Plantation
Bitka pri Wahab's Plantation ali Bitka za Wahabovo plantažo je bil nepričakovan  napad na tabor lojalistov, v katerem so bili tudi elementi britanske legije pod poveljstvom Banastreja Tarletona (čeprav je Tarleton v času bitke zbolel za rumeno mrzlico in ni bil poveljnik), ki ga je izvedla milica Patriotov pod poveljstvom Williama R. Davieja 21. septembra 1780. Lastnik plantaže je bil stotnik milice James A. Walkup, ki je pred napadom služil kot vodnik Davieju. Glede črkovanja imena Wahab je prišlo do zmede, saj obstaja veliko načinov črkovanja priimka, vključno z Walkup/Wahab/Wauchope/Waughup. Lojalisti so taborili na zahodni strani reke Catawba, medtem ko je vojska generala Charlesa Cornwallisa taborila na vzhodni strani. Davie se je oportunistično odločil napasti tabor lojalistov in jih je uspel popolnoma presenečeno in s težkimi žrtvami pregnati nazaj. Umaknil se je, še preden je prispela britanske redne enote.

## Ozadje
V skladu z britansko "južno strategijo" za zmago v ameriški revolucionarni vojni so britanske sile v začetku leta 1780 zavzele Charleston v Južni Karolini in pregnale sile kontinentalne armade iz Južne Karoline. Po uspešni porazu druge kontinentalne armade pri Camdenu avgusta 1780 se je britanski general lord Cornwallis s svojo vojsko ustavil v regiji Waxhaws v severni Južni Karolini. Ker je verjel, da britanske in lojalistične sile nadzorujejo Georgijo in Južno Karolino, se je odločil obrniti proti severu in se spopasti z grožnjo, ki so jo predstavljali ostanki kontinentalne armade v Severni Karolini. Sredi septembra se je začel premikati proti severu proti Charlotte v Severni Karolini.
Cornwallisove gibe so spremljale čete milic Severne Karoline. Ena enota pod poveljstvom Thomasa Sumterja se je zadržala in nadlegovala britanske in lojalistične postojanke v zaledju Južne Karoline, druga pa pod poveljstvom majorja Williama R. Davieja vzdrževala dokaj tesen stik z deli njegove sile, ki se je premikala proti severu. Ko je izvedel, da so čete lojalističnih dragoncev in britanske lahke pehote taborjene za Cornwallisovo vojsko, se je odločil, da bo poskusil z presenečenjem napasti enega od teh taborov.

## Bitka
Zvečer 20. septembra je odjahal in našel tabor lojalistov na Wahabovi plantaži, nedaleč od tabora lahke pehote. Poslal je Williama Lee Davidsona in četo mož skozi koruzno polje, da bi zavzeli hišo na plantaži, in se začel premikati po poti proti taboru. Presenečenje je bilo praktično popolno in lojalisti so se razbežali, pri čemer je bilo 15 mrtvih in 40 ranjenih.

## Posledice
Davie se ni zadrževal v taboru lojalistov, saj je britanska pehota to opazila in se je začela oboroževati. Odpeljal je 96 konj in 120 mušket ter se umaknil proti severu. Walkupova plantaža je bila požgana. Walkup's plantation was burnt. Davie je nekaj dni pozneje ponovno stopil v spopad z britanskimi silami, ko so te vstopile v Charlotte v Severni Karolini.

## Navedbe
1. 1 2  Pancake (1985), p. 116
2. 1 2  Lee, str. 195
3. ↑  »Wahab's Plantation, Battle of | NCpedia«.